# Tisotumab védotine
 (juillet 2025).
Le tisotumab védotine est un médicament anticancéreux vendu sous le nom de marque Tivdak.

## Mode d’action
Il s'agit d'un conjugué anticorps-médicament, une combinaison de tisotumab, un anticorps monoclonal contre le facteur tissulaire, et de monométhyl auristatine E , un inhibiteur de la division cellulaire,.

## Usage médical
Le tisotumab védotine sst un médicament utilisé pour traiter le cancer du col de l'utérus lorsque les autres traitements ne sont pas efficaces. Le médicament  est administré par injection intraveinesue toutes les 3 semaines.

## Effets secondaires
Les effets secondaires de ce médicament comprennent unefatigue, des nausées, une neuropathie périphérique, une perte de cheveux, des saignements de nez, des problèmes rénaux, des problèmes oculaires, une diarrhée ou des éruptions cutanées. D’autres effets secondaires peuvent inclure une pneumonie. L'utilisation de ce médicament pendant la grossesse peut nuire au fœtus.

## Histoire
Le médicament  vedotin a été approuvé pour un usage médical aux États-Unis en 2021. En 2022, il n'est pas approuvé en Europe ni au Royaume-Uni. Aux États-Unis, une dose de 120 mg coûte environ 19 300 dollars en 2022.